# Tōjinmachi (metropolitana di Fukuoka)
Tōjinmachi (唐人町駅?, Tōjinmachi-eki) è una stazione della metropolitana di Fukuoka che si trova nel quartiere di Chūō. La stazione è servita dalla linea Kūkō.

## Struttura
La stazione è dotata di un marciapiede a isola con due binari passanti sotterranei.
| 1 | Linea Kūkō | per Tenjin, Hakata e Aeroporto di Fukuoka |
| 2 | Linea Kūkō | per Meinohama e Nishi-Karatsu             |

## Statistiche di utilizzo
In media, nell'anno 2014 ogni giorno gli utenti sono stati, in media, 11.750 persone.
Di seguito le statistiche degli ultimi anni:
| Anno | Passeggeri giornalieri |
| ---- | ---------------------- |
| 2001 | 8,208                  |
| 2002 | 8,112                  |
| 2003 | 8,408                  |
| 2004 | 8,106                  |
| 2005 | 8,201                  |
| 2006 | 8,741                  |
| 2007 | 8,937                  |
| 2008 | 8,892                  |
| 2009 | 8,475                  |
| 2010 | 8,669                  |
| 2011 | 9,336                  |
| 2012 | 9,965                  |
| 2013 | 10,329                 |
| 2014 | 10,785                 |
| 2015 | 11,750                 |

## Stazioni adiacenti
| «          | Servizio   | »          |
| Linea Kūkō | Linea Kūkō | Linea Kūkō |
| ---------- | ---------- | ---------- |
| Nishijin   | -          | Ōhorikōen  |